# Saint Andrew (Barbados)
St. Andrew – parafia leżąca w północnej części Barbadosu. Parafia jest jedną z najmniej zurbanizowanych. Większość terenu pokrywają zielone wzgórza, służące rolnikom jako ziemia uprawna. Znajduje się tu także najwyższe wzniesienie na Barbadosie - góra Mount Hillaby położona w południowej części parafii. 
W czasach kolonializmu Brytyjczycy często nazywali parafię Dystryktem Szkockim, ponieważ bardzo przypominała im zielone pagórki Szkocji.
Parafia St. Andrew leży przy wschodniej linii brzegowej Barbadosu, gdzie Ocean Atlantycki jest zazwyczaj bardziej wzburzony. W regionie robi się dużo w celu ochrony środowiska naturalnego, czego przykładem mogą być rezerwaty przyrody, w tym rezerwat Turner's Hall Woods.